# スティー・スックソムギット
スティー・スックソムギット（สุธี สุขสมกิจ, 1978年6月5日 - ）は、タイ出身の元サッカー選手である。

## クラブ経歴
2004年、彼はKリーグの釜山アイパークに移籍する機会を与えられたが、最後の最後で交渉が決裂した。
2003年、代表チームで好パフォーマンスを見せた後、ホーム・ユナイテッドの同僚インドラ・サーダン・ダウドとともにイングランド・プレミアリーグのチェルシーからトレーニングに招待された。
2009年9月25日、Aリーグのメルボルン・ヴィクトリーと9試合のゲストプレイヤー契約を交わした。
2009年12月28日、バンコク・グラスに移籍した。

## 代表経歴
AFCアジアカップ2004で彼は日本からゴールを挙げた。これはこのトーナメントでタイが記録した唯一のゴールだった。
AFCアジアカップ2007では、イラクとの開幕戦でPKを成功させた。